# 伊佐尔
伊佐尔（法語：Izaourt）是法国上比利牛斯省的一个市镇，属于巴涅雷德比戈尔区（Bagnères-de-Bigorre）莫莱翁巴鲁斯县（Mauléon-Barousse）。该市镇总面积2.41平方公里，2009年时的人口为233人。

## 人口
伊佐尔人口变化图示